# Driečna
Driečna je chráněný areál v katastrálním území Driečna, které je součástí obce Vladiča v okrese Stropkov v Prešovském kraji. Území bylo vyhlášeno v roce 1990 s rozlohou 0,38 hektaru. Předmětem ochrany je slatiniště s výskytem vachty trojlisté (Menyanthes trifoliata).